# Bankverbindung
Unter Bankverbindung versteht man in der Wirtschaft und im Zahlungsverkehr das kontoführende Kreditinstitut eines Zahlungsempfängers oder eines Zahlungspflichtigen.

## Allgemeines
Es handelt sich bei Bankverbindungen um Geschäftsverbindungen zwischen Kreditinstituten und Nichtbanken (Privathaushalte, Unternehmen, sonstige Personenvereinigungen, öffentliche Verwaltung). Bankverbindungen sind erforderlich, wenn die Nichtbanken Bankgeschäfte durchführen müssen. Das beginnt bereits bei der Bareinzahlung oder Barauszahlung, wenn lediglich einer der Beteiligten eines Zahlungsvorgangs ein Girokonto bei einem Kreditinstitut unterhält (Zahlungsempfänger bzw. Zahlungspflichtiger). In vielen Fällen des Alltags darf eine Barzahlung als Erfüllungsleistung auch ausgeschlossen werden (vertraglich in Arbeits- und Mietverträgen; durch Gesetz etwa in § 224 Abs. 3 Satz 1 AO, § 51 Abs. 1 BAföG, § 117 Abs. 1 Satz 2 ZVG). Der bargeldlose Zahlungsverkehr ist hingegen dadurch gekennzeichnet, dass beide Beteiligten Bankkonten – also eine Bankverbindung – besitzen müssen.

## Rechtsfragen
Damit der Geldschuldner seine Zahlungspflicht bargeldlos erfüllen kann, benötigt er die Angabe der Bankverbindung seines Gläubigers. Bei einer Überweisung wird der zur Erfüllung erforderliche Leistungserfolg mangels anderer Vereinbarung nur dann erzielt, wenn der Gläubiger den geschuldeten Geldbetrag endgültig zur freien Verfügung erhält. Das ist der Fall, wenn der überwiesene Betrag dem Gläubigerkonto gutgeschrieben wird und der Gläubiger alleinige Verfügungsbefugnis über das Konto besitzt (also Einzelkonto oder „Oder-Konto“ beim Gemeinschaftskonto). Die herrschende Meinung sieht im bargeldlosen Zahlungsverkehr eine Leistung an Erfüllungs statt, weil nicht das geschuldete Bargeld, sondern Buchgeld gezahlt wurde. Diese Leistung an Erfüllungs statt erfordert eine Abrede zwischen Gläubiger und Schuldner (§ 364 Abs. 1 BGB), die konkludent durch Angabe der Bankverbindung erfolgen kann. Die Angabe der Bankverbindung ist für den Geldschuldner aus den Zahlungsbedingungen, aus dem Briefkopf von Geschäftsbriefen oder der Rechnung des Zahlungsempfängers zu entnehmen. Durch die Leistung an Erfüllungs auf die angegebene Bankverbindung statt tritt Tilgungswirkung ein.

## Mindestangaben
Wegen der Umstellung des Zahlungsverkehrs auf SEPA sind seit dem 1. Februar 2017 in allen EU-Mitgliedstaaten (und der Schweiz, Island, Liechtenstein und Norwegen) Name/Adresse des Zahlungsempfängers und die  Internationale Bankkontonummer (IBAN) erforderlich. Dies gilt sowohl für Inlandsüberweisungen als auch bei Auslandsüberweisungen innerhalb der genannten Staaten. Zuvor war ab 1. Februar 2014 übergangsweise für Auslandsüberweisungen innerhalb des SEPA-Raums das Geschäftskennzeichen (Business Identifier Code, BIC) erforderlich.
Während SEPA-Überweisungen auch im Online Banking abgewickelt werden können, muss in Deutschland für den Auslandszahlungsverkehr das Formular Zahlungsauftrag im Außenwirtschaftsverkehr verwendet werden. Hierin sind auch die Adressen von Bank, Kontoinhaber und Zahlungsempfänger einzusetzen, zusätzlich auch eine etwaige Fremdwährung, in der die Zahlung ausgeführt werden soll. Als Bankdaten dienen auch hier IBAN und BIC bzw. der SWIFT-Code.

## Statistik
Im Jahre 1973 wickelten 73,3 % der Befragten in Deutschland ihre Bankgeschäfte über nur eine Bankverbindung (Hausbank) ab, 1980 waren es 67 %, 1984 noch 65 %, 1989 ging ihr Anteil auf 61 % zurück, 2006 waren es lediglich noch 48,5 %. Personen ohne Bankverbindung machten im Jahre 2009 in der Region Subsahara-Afrika 80 % der Bevölkerung aus, gefolgt von den arabischen Staaten (67 %), Lateinamerika (65 %), Süd- und Ostasien (59 %), Zentralasien/Osteuropa (49 %) und den einkommensstarken OECD-Staaten (8 %). In Deutschland hingegen besaßen lediglich 0,8 % der Bevölkerung keine Bankverbindung.